# Коммуна (социум)
Комму́на (от фр. commune «община») — идейная община совместно живущих людей, имеющих общие интересы, собственность, ресурсы и, в наиболее радикальных коммунах, общую работу и доход; вообще коллектив лиц, объединившихся для совместной жизни на началах общности имущества и труда. В дополнение к коммунальной экономике, для многих современных коммун становятся важными такие принципы, как принятие решений по согласию, не иерархическая структура и экологичный образ жизни. Эндрю Якобс (англ. Andrew Jacobs) в газете «Нью-Йорк Таймс» написал, что, вопреки распространённым ошибочным представлениям, «большинство коммун 1990-х годов — не пристанища „свободной любви“ для „детей цветов“, а вполне упорядоченные и финансово состоятельные кооперативы, где установлены прагматические (а не психоделические) правила».
Ныне[когда?] существует много идейных общин во всём мире; список некоторых из них можно найти на сайте международного общественного «Движения за идейные общины» (ДЗИО). Для классификации идейных общин в международном каталоге на сайте ДЗИО используется упрощённое определение коммуны как сообщества людей, в котором доходы и ресурсы (имущество, собственность, средства к существованию, средства производства) обобществлены полностью или почти полностью:

Термин «коммуна» часто используется, особенно в прессе, для обозначения всех типов идейных общин или кооперативных обществ. Мы используем слово «коммуна» только по отношению к сообществам, в которых доходы и ресурсы обобществляются полностью или почти полностью. Такие коммунитарные группы отличаются большим разнообразием: от малых до больших, от городских до сельских, от христианских монастырей до секулярных коллективов анархистов. Они находятся в США и по всему миру. Большинство из них не похожи на стереотипную «коммуну хиппи» — но некоторые из коммун хиппи, основанных в шестидесятые годы, существуют по сей день.
Оригинальный текст (англ.)The term 'commune' is often used, espeecially in the press, to mean all types of intentional communities or cooperative living. We use commune only when referring to communities that share their income and resources completely, or nearly so. These communal groups below range from small to large, urban to rural, and christian monastery to secular anarchist collective. They are found throughout the United States and around the world. Most do not resemble the sterotypical 'hippie commune' but a few hippie communes from the sixties are still around.

## Классификация коммун
Бенджамин Заблоки предложил следующую категоризацию коммун:
- Коммуны альтернативных семей[англ.].
- Коммуны-кооперативы (англ. Cooperative communities).
- Контркультурные коммуны (англ. Countercultural communities).
- Эгалитарные сообщества[англ.].
- Политические коммуны[англ.].
- Психологические коммуны, основанные на принципах мистицизма или гештальтпсихологии.
- Реабилитационные коммуны, например, «Синанон[англ.]».
- Религиозные коммуны (англ. Religious communities): монастыри и другие.
- Духовные коммуны (англ. Spiritual communities).
- Экспериментальные коммуны[англ.].

Конечно, многие коммуны могут относиться более чем к одной из этих категорий.
Некоторые коммуны, такие как ашрамы «Общества веданты» или теософская коммуна «Ломаленд», образовались вокруг духовных лидеров, в то время как другие созданы на основе различных политических идеологий.

## Основные принципы коммун
Главные черты общественных коммун, и само определение этого понятия, с годами претерпели изменения. До 1840 года коммуны были известны как «поселения коммунистов и социалистов»; с 1860 г. такие поселения стали называться «коммунитарными», а примерно с 1920 г. термин «идейная община» или «целенаправленное сообщество» (англ. intentional community) вошёл в употребление
.
В начале 1970-х годов Рон Робертс (Ron E. Roberts), автор книги «The New Communes», классифицировал коммуны как подкласс в большей категории «Утопии». Он перечислил три основные характеристики:
1. Эгалитаризм — коммуны определённо отвергают иерархию или градации социального статуса как необходимость для поддержания общественного порядка;
2. Человеческий масштаб — члены коммун считают окружающее общество слишком большим;
3. Сознательный антибюрократизм[7].

Двадцать пять лет спустя Билл Меткальф (Dr. Bill Metcalf) в книге «Shared Visions, Shared Lives» дал определение коммуне как организации, имеющей следующие основные принципы:
1. бо́льшая значимость группы, а не нуклеарной семьи;
2. «совместные деньги и расходы»;
3. коллективное домовладение;
4. групповое принятие решений — в целом и в личных делах[8].

С совместной повседневной жизнью и хозяйством, коммуна является идеализированной формой семьи, будучи новой разновидностью «первичной группы» (обычно менее 20 человек). Члены коммуны чувствуют большую душевную близость ко всей группе (коммуне), чем к любой подгруппе.

## Коммуны в мире
Используя упрощённое определение коммуны как сообщества людей с полным (или почти полным) обобществлением доходов и ресурсов, ДЗИО насчитывает в своей базе данных 289 коммун (во всём мире по состоянию на 25 июня 2017 г.). Некоторые из них являются религиозными организациями, такими как аббатства и монастыри, остальные созданы на базе других идей и общественных движений — например, антропософского движения «Камфилл».

### Венесуэла
В 2010 году власти Венесуэлы инициировали создание около 200 «социалистических коммун», которые должны быть автономными и независимыми от правительства. К настоящему[когда?] времени, на создание таких коммун было потрачено 23 млн долларов США. Каждая коммуна имеет свой «продуктивный сад» для того, чтобы выращивать свои овощи и быть самообеспеченной. Так же коммуны самостоятельны в принятии своих административных решений, использовании финансовых средств и имущества.

### Германия
Большое количество идейных общин в Германии идентифицируют себя как коммуны; так же там существует сеть политических коммун, которая называется «Kommuja», в которой состояло около 30 групп в мае 2009 г.
В Германии существует уже давняя традиция создания идейных общин, которая восходит к движению «Реформа жизни» XIX века. Позднее, уже после Первой мировой войны, в Веймарской республике было основано около 100 идейных общин; во многих из них была коммунальная экономика. Возрождение сообществ, называющих себя коммунами, началось в 1960-х годах с «Коммуны 1» в Берлине, за которой последовала «Коммуна 2» (также в Берлине) и «Коммуна 3» в Вольфсбурге.
Элизабет Вос (Elisabeth Voß) в книге о германских коммунах «Das KommuneBuch» даёт определение коммуны как сообщества, в котором:
- Люди живут и работают вместе;
- Существует коммунальная экономика, то есть общие финансы и общественная (совместная) собственность на землю, строения, большую часть выпускаемой продукции;
- Решения принимаются сообща — обычно на основе консенсуса (общего согласия);
- Стараются ограничить иерархию и сократить иерархические структуры;
- Практикуется взаимопомощь в домашней работе, присмотре и уходе за детьми, и в других коммунальных (бытовых) делах;
- Признаётся равноправие мужчины и женщины;
- Уменьшается экологический след вследствие экономии совместно используемых ресурсов.

### Израиль
Израильские кибуцы — пример официально организованных коммун. Сегодня в Израиле существуют десятки городских коммун, которые часто называют «Городскими кибуцами» (ивр. קיבוץ עירוני‎) или «урбанкибуцами» (англ. urban kibbutz). Городские кибуцы как правило меньше по численности и более анархические, чем сельские. Большинство городских коммун в Израиле уделяют особое внимание изменениям в обществе, образованию и участию в жизни города, в котором они находятся. Некоторые из городских коммун созданы выходцами из сионистско-социалистических молодёжных общественных движений, таких как «Федерация работающей и учащейся молодёжи», «Ха-маханот ха-олим» и «Ха-шомер ха-цаир».

### Россия
В Российской империи большинство крестьян были членами сельских общин («мир», «круг»), в которых многие вопросы решались сообща.
Другим примером коммунальной жизни были монастыри, особенно общежительные. На традициях мира были основаны и такие формы совместной работы и жизни, как толока, помочи, артель.
В 1870-е—1880-е годы российские интеллигенты стали создавать коммуны для совместной жизни и общего труда, имевшие целью указать путь к реорганизации всего общества: это и колонии, которые создавали И. М. Коган и его жена Н.Н. Коган (в том числе «Криница» под Геленджиком, которая просуществовала более 30 лет), туапсинское поселение С.Н. Кривенко с участием изобретателя-электротехника A.Н. Лодыгина (около 1873—1878 года); и попытки «интеллигентных мужиков», воспитанных А.Н. Энгельгардтом, основать «интеллигентные деревни» в начале 1880-х годов; и Крестовоздвиженское православное трудовое братство Н.Н. Неплюева в Черниговской губернии (конец 1880-х — конец 1920-х годов). Некоторые российские интеллигенты эмигрировали в США, чтобы основать подобные коммуны там: так возникла канзасская община «богочеловеков», последователей учения А.К. Маликова, присоединившихся к группе религиозных позитивистов во главе с В. Фреем (1875—1877 годы). В середине 1880-х годов стали возникать коммуны толстовцев.
В первые годы Советской власти были созданы множество сельских трудовых коммун. Также в этот период создавались трудовые коммуны евангельских христиан. Заметную роль в их организации сыграл лидер евангельских христиан Иван Проханов, всячески содействовавший развитию евангельских коммун и создавший соответствующую богословско-теоретическую базу. В дальнейшие планы Проханова и возглавляемого им Всероссийского союза евангельских христиан (ВСЕХ) входило создание ряда образцовых религиозно-трудовых поселений в СССР, включая Евангельск — протестантский Город Солнца в Сибири.
Среди наиболее известных коммун советского периода можно назвать
- Болшевскую коммуну в Подмосковье (рук. М. С. Погребинский (именно по её летописям был создан всемирно-известный фильм «Путёвка в жизнь»
- Колонию им. Горького под рук. А. С. Макаренко (на деле вскоре после образования стала коммуной).
- Коммуну им. Дзержинского с тем же руководителем.

В Советской России создание коммун и коммунальных квартир, за редким исключением, носило добровольно-принудительный характер, однако сам идейный лидер коммунального движения В. И. Ленин ни за границей, ни в России не стремился жить в подобного рода общежитиях

### Казахстан
В современном Казахстане в г. Алматы существует ряд[сколько?] коммун экологического, зоозащитного и анархо-коммунистического толка.

### США
В США коммуны часто связывают с движением хиппи «Обратно к земле», действовавшим в 1960-е — 70-е годы. Эндрю Джейкобс (Andrew Jacobs) в газете «The New York Times» написал о том, что «после десятилетий сокращения, с середины 1990-х гг. американское коммунитарное движение снова пошло в рост, благодаря развитию поселений, стремящихся соединить утопическую коммуну шестидесятых и склонность американцев к приватности и накоплению капитала».

## Известные примеры
- Амана Колониз[англ.] — группа поселений радикальных немецких пиетистов в штате Айова, существовавшая с 1855 по 1932 год.
- Община «Братство Духа» (или «Возрождение») (англ. Brotherhood of the Spirit/Renaissance Community), созданная Майклом Метелицей (Michael Metelica) в 1968 и существовавшая до 1988 года, была крупнейшей коммуной на северо-востоке США.
- «Брук Фарм» — утопическая коммуна, существовала с 1841 по 1847 г. в штате Массачусетс. Писатель Н. Готорн, бывший одним из основателей этой коммуны, описал свой опыт в рассказе «Романс Близдейла[англ.]»[прим. перев. 1], вышедшем в 1852 году.
- «Ганас[англ.]» — идейная община на острове Статен-Айленд в Нью-Йорке, существующая с 1979 г. по сей день.
- Латинские поселения[англ.] — колония, созданная свободомыслящими эмигрантами из Германии в 1840-х годах, в основном в сельской местности на юге Техаса.
- «Люди Иисуса» (США)[англ.][прим. перев. 2] — городская коммуна в Чикаго, основанная в 1972 г., и до настоящего[когда?] времени сохраняющая традиции хиппи 1960-х годов. Возможно, самая большая из городских коммун США.
- Анархистская коммуна «Модерн Таймс» (англ. Modern Times) была создана в 1851 году в Лонг Айленде. Ныне это село Брентвуд[англ.] округа Саффолк штата Нью-Йорк.
- «Общество гармонии[англ.]» — сообщество эзотерических христиан и пиетистов. Было основано И. Г Раппом[англ.] в городке Хармони[англ.] штата Пенсильвания в 1804 году. Существовало (меняя места) примерно до 1905 г., когда оно было расформировано в городке Эмбридж[англ.] того же штата. Было одной из самых долгоживущих и финансово состоятельных коммун в американской истории.
- Онайда — религиозная коммуна (одно из направлений хилиазма, в котором Второе Пришествие Христа уже произошло в 70 г. н. э.), существовавшая с 1848 по 1881 г. в округе Онейда штата Нью-Йорк. Известна своей мануфактурой, выпускавшей изделия из серебра. Также была одной из самых долгоживущих американских коммун.
- Колония Сесилия (итал. Colonia Cecilia) — община анархистов, созданная на юге Бразилии в 1890 году эмигрантами из Италии.
- Экодеревня и идейная община Твин Оукс — коммуна, основанная в 1967 году, и существующая в настоящее время[когда?].
- «Фруктовые земли[англ.]» — коммуна, основанная в 1843 г. Эймосом Олкоттом в Гарварде (штат Массачусетс). Жизнь этой коммуны трансценденталистов была описана его дочерью Луизой в произведении «Трансцендентальные ошибки молодости» (англ. Transcendental Wild Oats)[прим. перев. 1]).
- Анархистская коммуна «Хоум Колони»[англ.] была создана в 1895 г. на полуострове Кей[англ.] (на берегу залива Пьюджет-Саунд напротив города Такома (штат Вашингтон)), и просуществовала до 1919 г.
- Монте Верита — анархическая коммуна в Швейцарии, существовавшая в начале XX века. Её посетили многие известные люди того времени.